# Enaretta aethiopica
Enaretta aethiopica är en skalbaggsart som beskrevs av Stefan von Breuning 1938. Enaretta aethiopica ingår i släktet Enaretta och familjen långhorningar. Inga underarter finns listade i Catalogue of Life.